# Río Guadalupe (Río Porce)
Der Río Guadalupe ist ein 58 km langer linker Nebenfluss des Río Porce im nördlichen Zentral-Kolumbien im Departamento de Antioquia.

## Flusslauf
Der Río Guadalupe durchfließt die Zentralkordillere Kolumbiens. Das auf einer Höhe von etwa 2480 m gelegene Quellgebiet liegt 7 km südlich der Kleinstadt Santa Rosa de Osos sowie 35 km nordöstlich der Großstadt Medellín. Der Río Guadalupe fließt anfangs 25 km in überwiegend ostnordöstlicher Richtung. Anschließend wendet er sich in Richtung Nordnordost. Bei Flusskilometer 21 passiert der Río Guadalupe die weiter westlich gelegene Ortschaft Carolina del Príncipe. Anschließend wird der Fluss durch die Talsperre Troneras aufgestaut. Diese befindet sich 12,5 km oberhalb der Mündung des Río Guadalupe. Aus dem weiter westlich gelegenen Einzugsgebiet des Río Nechí und der dort gelegenen Talsperre Miraflores wird Wasser dem Troneras-Stausee zugeführt. Bei Flusskilometer 10 befindet sich ein Wehr. Etwa 500 m unterhalb des Wehrs befindet sich der meist trocken gefallene Wasserfall Salto de Guadalupe. Das Flusswasser wird vom Wehr dem Wasserkraftwerk Guadalupe III zugeführt. Unterhalb diesem gelangt das Wasser in ein Auffangbecken, von welchem eine Wasserleitung zum Wasserkraftwerk Guadalupe IV führt. Somit gelangt das abgeleitete Wasser erst 1,4 km oberhalb der Mündung wieder zurück in den Fluss. Der Río Guadalupe mündet schließlich in den Río Porce. Dieser wird unterhalb der Einmündung des Río Guadalupe auf einer Länge von 13 km von der Talsperre Porce III aufgestaut.